# توماس كريستوفر بويد
توماس كريستوفر بويد (بالإنجليزية: Thomas Christopher Boyd)‏ هو سياسي بريطاني (وحمل سابقاً جنسية المملكة المتحدة لبريطانيا العظمى وأيرلندا)، ولد في 14 أغسطس 1916، وتوفي في 15 مارس 2004. حزبياً، نشط في حزب العمال. في الانتخابات العامة في المملكة المتحدة 1955 ‏، انتخب عضو البرلمان الحادي والأربعين للمملكة المتحدة ‏ عن دائرة شمال غرب بريستول (26 مايو 1955 – 18 سبتمبر 1959).